# Tintili Vantili
Tintili Vantili je desáté studiové album české hudební skupiny Krucipüsk, které vyšlo 1. listopadu 2015.

## Podrobnosti
Název alba je hovorovým slovním spojením pro peníze, které jsou ústředním motivem alba.

## Přijetí
Kritiky na album se shodovaly, že došlo k odvrácení kvalitativního sestupu (obzvláště po předchozím řadovém albu Boombay) a přidání na tvrdosti a energii, byť hitovosti starších děl dosaženo nebylo.

## Videoklipy
Pro album byl natočen videoklip k písni „Pohodex“.

## Seznam skladeb
Hudbu složil(i) Krucipüsk, texty napsal(i) Tomáš Hajíček.
| Pořadí         | Název            | Délka |
| -------------- | ---------------- | ----- |
| 1.             | Aeronehet        | 3:15  |
| 2.             | La Muerte        | 4:02  |
| 3.             | Žádný Čáry       | 3:44  |
| 4.             | Demencia Bambína | 4:29  |
| 5.             | Čest Práci       | 2:37  |
| 6.             | Bohuslužba       | 4:09  |
| 7.             | Krucinál Vejlet  | 4:05  |
| 8.             | HerrGott         | 2:53  |
| 9.             | Memento morále   | 4:12  |
| 10.            | Pohodex          | 4:53  |
| 11.            | Tintili Vantili  | 4:55  |
| Celková délka: | Celková délka:   | 43:18 |

## Obsazení
- Tomáš Hajíček – zpěv
- Jarmut Gabriel – kytara
- Jiří Zika – baskytara
- Vojtěch Douda – bicí

Hosté
- rodina kapely - zpěv (11)
- Adam Balihar - zpěv (8)
- Klára Doudová-Fáberová - zpěv (4)